# Nuoto ai campionati mondiali di nuoto 2013 - 100 metri rana femminili
Le qualifiche per la semifinale si sono svolte la mattina del 29 luglio 2013, mentre la semifinale si è svolta la sera dello stesso giorno. La finale, invece, si è svolta la sera del 30 luglio 2013.

## Medaglie
| Posizione | Atleta         | Paese       |
| --------- | -------------- | ----------- |
| Oro       | Rūta Meilutytė | Lituania    |
| Argento   | Julija Efimova | Russia      |
| Bronzo    | Jessica Hardy  | Stati Uniti |

## Record
Prima della manifestazione il record del mondo (WR) e il record dei campionati (CR) erano i seguenti.
| Record mondiale       | 1'04"45 | Jessica Hardy Stati Uniti | 7 agosto 2009 Federal Way, Stati Uniti d'America |
| Record dei campionati | 1'04"84 | Rebecca Soni Stati Uniti  | 27 luglio 2009 Roma, Italia                      |

Durante la competizione è stato battuto il seguente record:
| Data      | Evento     | Atleta         | Nazione  | Tempo   | Record                                  |
| --------- | ---------- | -------------- | -------- | ------- | --------------------------------------- |
| 29 luglio | Batterie   | Rūta Meilutytė | Lituania | 1'04"52 | Record dei campionati                   |
| 29 luglio | Semifinale | Rūta Meilutytė | Lituania | 1'04"35 | Record mondiale · Record dei campionati |

## Risultati

### Batterie
| Pos. | Batteria | Corsia | Atleta                    | Nazionalità               | Tempo   | Note |
| ---- | -------- | ------ | ------------------------- | ------------------------- | ------- | ---- |
| 1    | 7        | 4      | Rūta Meilutytė            | Lituania                  | 1'04"52 | Q,   |
| 2    | 7        | 5      | Jessica Hardy             | Stati Uniti               | 1'05"18 | Q    |
| 3    | 5        | 5      | Julija Efimova            | Russia                    | 1'05"24 | Q,   |
| 4    | 6        | 4      | Rikke Møller Pedersen     | Danimarca                 | 1'06"30 | Q    |
| 5    | 6        | 3      | Viktoriya Solnceva        | Ucraina                   | 1'06"79 | Q    |
| 6    | 5        | 4      | Breeja Larson             | Stati Uniti               | 1'06"83 | Q    |
| 7    | 6        | 1      | Marina García Urzainqui   | Spagna                    | 1'07"18 | Q    |
| 8    | 7        | 3      | Jennie Johansson          | Svezia                    | 1'07"21 | Q    |
| 9    | 6        | 6      | Sally Foster              | Australia                 | 1'07"59 | Q    |
| 10   | 5        | 3      | Alia Atkinson             | Giamaica                  | 1'07"76 | Q    |
| 11   | 6        | 5      | Satomi Suzuki             | Giappone                  | 1'07"79 | Q    |
| 12   | 5        | 1      | Fiona Doyle               | Irlanda                   | 1'07"88 | Q    |
| 13   | 5        | 7      | Petra Chocová             | Rep. Ceca                 | 1'08"18 | Q    |
| 14   | 7        | 6      | Moniek Nijhuis            | Paesi Bassi               | 1'08"29 | Q    |
| 15   | 6        | 2      | Samantha Marshall         | Australia                 | 1'08"33 | Q    |
| 16   | 5        | 0      | Kim Janssens              | Belgio                    | 1'08"36 | Q    |
| 17   | 7        | 7      | Sun Ye                    | Cina                      | 1'08"49 |      |
| 18   | 4        | 3      | Amit Ivry                 | Israele                   | 1'08"52 |      |
| 19   | 7        | 8      | Lisa Fissneider           | Italia                    | 1'08"53 |      |
| 20   | 5        | 8      | Shi Jinglin               | Cina                      | 1'08"59 |      |
| 20   | 7        | 9      | Jenna Laukkanen           | Finlandia                 | 1'08"59 |      |
| 22   | 5        | 2      | Sophie Allen              | Gran Bretagna             | 1'08"62 |      |
| 22   | 7        | 0      | Caroline Ruhnau           | Germania                  | 1'08"62 |      |
| 23   | 6        | 8      | Joline Höstman            | Svezia                    | 1'08"63 |      |
| 24   | 6        | 7      | Anna Belousova            | Russia                    | 1'08"69 |      |
| 25   | 5        | 9      | Back Su-Yeon              | Corea del Sud             | 1'09"11 |      |
| 26   | 5        | 6      | Kanako Watanabe           | Giappone                  | 1'09"28 |      |
| 27   | 7        | 2      | Tera van Beilen           | Canada                    | 1'09"45 |      |
| 28   | 7        | 1      | Michela Guzzetti          | Italia                    | 1'09"54 |      |
| 29   | 4        | 4      | Hrafnhildur Lúthersdóttir | Islanda                   | 1'09"75 |      |
| 30   | 6        | 0      | Mariia Liver              | Ucraina                   | 1'09"95 |      |
| 31   | 4        | 5      | Tara-Lynn Nicholas        | Sudafrica                 | 1'10"22 |      |
| 32   | 3        | 4      | Yvette Man Yi Kong        | Hong Kong                 | 1'10"37 |      |
| 33   | 4        | 6      | Julia Sebastián           | Argentina                 | 1'10"56 |      |
| 34   | 4        | 1      | Siow Yi Ting              | Malaysia                  | 1'10"82 |      |
| 35   | 4        | 7      | Samantha Louisa Yeo       | Singapore                 | 1'11"17 |      |
| 36   | 4        | 0      | Alona Ribakova            | Lettonia                  | 1'11"25 |      |
| 36   | 4        | 2      | Erica Dittmer             | Messico                   | 1'11"25 |      |
| 38   | 6        | 9      | Beatriz Travalon          | Brasile                   | 1'11"39 |      |
| 39   | 4        | 9      | Caroline Reitshammer      | Austria                   | 1'11"43 |      |
| 40   | 1        | 3      | Dariya Talanova           | Kirghizistan              | 1'11"45 |      |
| 41   | 4        | 8      | Zuzana Mimovicova         | Slovacchia                | 1'11"67 |      |
| 42   | 3        | 5      | Ioana Alexandra Popa      | Romania                   | 1'11"81 |      |
| 43   | 3        | 7      | Daniela Lindemeier        | Namibia                   | 1'12"06 |      |
| 44   | 3        | 3      | Ivana Ninković            | Bosnia ed Erzegovina      | 1'12"39 |      |
| 45   | 3        | 6      | Chen I-chuan              | Taipei cinese             | 1'13"25 |      |
| 46   | 3        | 1      | Tatiana Chişca            | Moldavia                  | 1'14"11 |      |
| 47   | 2        | 6      | Vanessa Rivas             | Rep. Dominicana           | 1'14"77 |      |
| 48   | 3        | 8      | Evita Leter               | Suriname                  | 1'15"31 |      |
| 49   | 3        | 2      | Irene Chrysostomou        | Cipro                     | 1'15"45 |      |
| 50   | 2        | 3      | Barbara Vali-Skelton      | Papua Nuova Guinea        | 1'16"03 |      |
| 51   | 3        | 0      | Jamila Lunkuse            | Uganda                    | 1'16"15 |      |
| 52   | 2        | 4      | Natalia Gomez             | Costa Rica                | 1'16"96 |      |
| 53   | 2        | 7      | Lianna Swan               | Pakistan                  | 1'19"61 |      |
| 54   | 2        | 2      | Rachael Tonjor            | Nigeria                   | 1'19"81 |      |
| 55   | 2        | 5      | Chade Nersicio            | Curaçao                   | 1'21"47 |      |
| 56   | 2        | 8      | Bonita Imsirovic          | Botswana                  | 1'21"97 |      |
| 57   | 2        | 1      | Mira Shami                | Giordania                 | 1'22"05 |      |
| 58   | 1        | 4      | Shne Joachim              | Saint Vincent e Grenadine | 1'23"09 |      |
| 59   | 1        | 5      | Charmel Sogbadji          | Benin                     | 1'43"41 |      |
| 59   | 1        | 6      | Ramatoulaye Camara        | Benin                     | 1'43"41 |      |
|      | 3        | 9      | Quynh Ngo Thi Ngoc        | Vietnam                   |         | DNS  |

### Semifinali

#### Semifinale 1
| Pos. | Corsia | Atleta                | Nazionalità | Tempo   | Note |
| ---- | ------ | --------------------- | ----------- | ------- | ---- |
| 1    | 5      | Rikke Møller Pedersen | Danimarca   | 1'05"99 | Q    |
| 2    | 4      | Jessica Hardy         | Stati Uniti | 1'06"10 | Q    |
| 3    | 3      | Breeja Larson         | Stati Uniti | 1'06"61 | Q    |
| 4    | 6      | Jennie Johansson      | Svezia      | 1'06"96 | Q    |
| 5    | 2      | Alia Atkinson         | Giamaica    | 1'07"63 |      |
| 6    | 1      | Moniek Nijhuis        | Paesi Bassi | 1'07"77 |      |
| 7    | 7      | Fiona Doyle           | Irlanda     | 1'07"81 |      |
| 8    | 8      | Kim Janssens          | Belgio      | 1'08"73 |      |

#### Semifinale 2
| Pos. | Corsia | Atleta                  | Nazionalità | Tempo   | Note |
| ---- | ------ | ----------------------- | ----------- | ------- | ---- |
| 1    | 4      | Rūta Meilutytė          | Lituania    | 1'04"35 | Q,   |
| 2    | 5      | Julija Efimova          | Russia      | 1'05"29 | Q    |
| 3    | 3      | Viktoriya Solnceva      | Ucraina     | 1'06"67 | Q    |
| 4    | 6      | Marina García Urzainqui | Spagna      | 1'07"12 | Q    |
| 5    | 7      | Satomi Suzuki           | Giappone    | 1'07"83 |      |
| 6    | 2      | Sally Foster            | Australia   | 1'08"04 |      |
| 7    | 1      | Petra Chocová           | Rep. Ceca   | 1'08"10 |      |
| 8    | 8      | Samantha Marshall       | Australia   | 1'08"31 |      |

### Finale
| Pos. | Corsia | Atleta                  | Nazionalità | Tempo   | Note             |
| ---- | ------ | ----------------------- | ----------- | ------- | ---------------- |
|      | 4      | Rūta Meilutytė          | Lituania    | 1'04"42 |                  |
|      | 5      | Julija Efimova          | Russia      | 1'05"02 | Record nazionale |
|      | 6      | Jessica Hardy           | Stati Uniti | 1'05"52 |                  |
| 4    | 3      | Rikke Møller Pedersen   | Danimarca   | 1'05"93 |                  |
| 5    | 2      | Breeja Larson           | Stati Uniti | 1'06"74 |                  |
| 6    | 7      | Viktoriya Solnceva      | Ucraina     | 1'06"81 |                  |
| 7    | 8      | Marina García Urzainqui | Spagna      | 1'07"08 |                  |
| 8    | 1      | Jennie Johansson        | Svezia      | 1'07"41 |                  |